# Галкин, Андрей Алексеевич
Андрей Алексеевич Га́лкин (22 марта 1967, Воскресенск, СССР — 12 июля 2025) — советский и российский хоккеист.

## Биография
Родился 22 марта 1967 года в Воскресенске Московской области. Воспитанник воскресенского хоккея, за местный «Химик» дебютировал в высшей лиге СССР в сезоне 1984/85. В 1985 году сыграл за юниорскую сборную СССР на Чемпионате Европы по хоккею, где советская команда завоевала серебро. В следующем сезоне сыграл 2 матча в высшей лиге страны.
С 1986 по 1988 год был игроком армейской команды СКА МВО из Калинина, выступавшей во второй лиге. В середине сезона 1987/88 вернулся в «Химик». Выступал за команду до 1990 года. Также сыграл несколько матчей во второй лиге за клубы «СК им. Урицкого» Казань и «Ижсталь» Ижевск. В 1990 году стал игроком горьковского «Торпедо», в составе клуба сыграл в двух чемпионатах СССР, а также в первом чемпионате России. В сезоне 1993/94 вновь выступал за воскресенский клуб.
В 1994 году стал игроком команды высшей лиги Чехии «Всетин». Провёл в команде четыре сезона, в сезоне 1998/99 провёл ещё один сезон в чешском чемпионате в составе команды «Слезан» Опава. Всего в чешской лиге в регулярном сезоне отыграл 231 матч, забросил 71 шайбу и отдал 76 голевых передач, а в плей-офф в 42 матчах сумел забить 11 голов и отдать 16 голевых передач. В одном из матчей Галкин забросил шайбу головой, получив при этом сотрясение мозга. По словам его партнёра по команде Алексея Яшкина, шайба отрикошетила от шлема Андрея после броска одного из нападающих «Всетина».
В 1999 году вернулся в Россию, в «Химик». Играл за команду во второй лиге, в следующем сезоне также выступал во второй лиге, но за московские «Крылья Советов». С 2001 по 2004 год — в очередной раз выступает за «Химик», в том числе в сезоне 2003/04, который команда проводит в высшей лиге. В сезоне 2005/06 сыграл несколько матчей за команду «Рязань» в четвёртой лиге России, после чего завершил карьеру игрока.
Всего в высшей лиге СССР сыграл 156 матчей, забросил 15 шайб и 17 раз ассистировал партнёрам при взятии ворот соперника. В чемпионате России провёл 100 встреч, 20 раз поражал ворота соперника и 28 раз отдавал голевую передачу.
Скончался 12 июля 2025 года в возрасте 58 лет после продолжительной болезни.